# Diastella kuranda
Diastella kuranda är en insektsart som beskrevs av Rentz, D.C.F., Y. Su och Norihiro Ueshima 2008. Diastella kuranda ingår i släktet Diastella och familjen vårtbitare. Inga underarter finns listade i Catalogue of Life.